# تشارلز فيلبس تافت الثاني

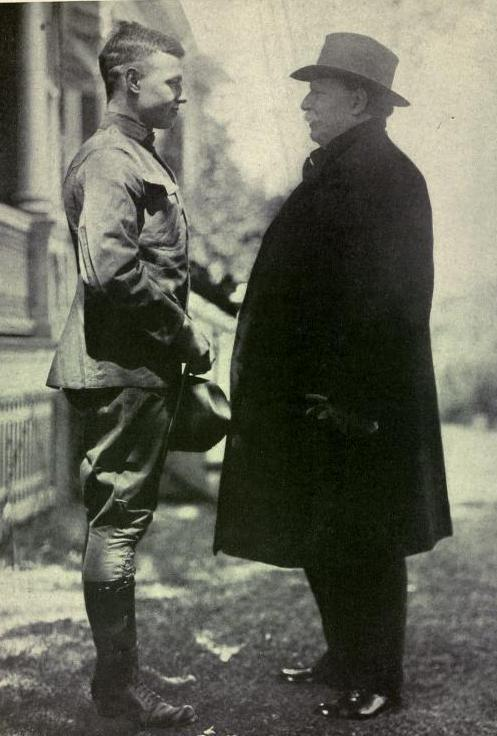
تشارلز فيلبس تافت الثاني مع والده ويليام هوارد تافت قبل إلتحاقه بالجيش الأمريكي خلال الحرب العالمية الأولى.

تشارلز فيلبس تافت الثاني (بالإنجليزية: Charles Phelps Taft II)(ولد في يوم 20 سبتمبر من سنة 1897 - توفي في يوم 24 يونيو من سنة 1983). سياسي أمريكي ينتمي إلى الحزب الجمهوري وهو أصغر أبناء الرئيس الأمريكي السابع والعشرون ويليام هوارد تافت. شغل تافت منصب عمدة مدينة سينسيناتي في ولاية أوهايو ما بين عامي 1955 إلى عام 1957.